# Mbarwa
Mbarwa är en krater i Kenya.   Den ligger i länet Meru, i den centrala delen av landet, 190 km nordost om huvudstaden Nairobi. Toppen på Mbarwa är 1 346 meter över havet.
Terrängen runt Mbarwa är kuperad åt nordost, men åt sydväst är den platt. Terrängen runt Mbarwa sluttar söderut. Runt Mbarwa är det tätbefolkat, med 276 invånare per kvadratkilometer. Närmaste större samhälle är Meru, 17,1 km sydväst om Mbarwa. Omgivningarna runt Mbarwa är en mosaik av jordbruksmark och naturlig växtlighet.